# انتخاب اجتماعی و ارزش‌های فردی
انتخاب اجتماعی و ارزش‌های فردی (به انگلیسی: Social Choice and Individual Values)، یک تک‌نگاری نوشته کنث ارو است، که در آن نظریه انتخاب اجتماعی مدرن، ادغام دقیق اخلاق اجتماعی و نظریه انتخاب اجتماعی با نگاهی اقتصادی را ایجاد کرد. «انتخاب اجتماعی» در عنوان کتاب به ارائه ارو از نحوه اجرای ارزش‌های اجتماعی، از مجموعه نظم‌های فردی و بر اساس قانون اساسی اشاره دارد. هر انتخاب اجتماعی با مجموعه قوانین امکان‌پذیری مطابقت دارد که با یک «رأی» تحت قانون اساسی تصویب شده‌است، حتی اگر همه افراد به همه قوانین رأی ندهند.

## معرفی
مقدمه کتاب، رأی‌گیری و بازارها را با دیکتاتوری و قراردادهای اجتماعی (مانند مواردی که در قوانین مذهبی وجود دارد) در تضاد قرار می‌دهد. هر دو نمونه تصمیمات اجتماعی هستند. رأی‌گیری و بازارها به یک معنا انتخاب اجتماعی را تسهیل می‌کنند، درحالی‌که دیکتاتوری و قرارداد آن را محدود می‌کند. افراد امروز (در مقابل آیندگان) احتمالاً سلایق متفاوتی را برای انتخاب اجتماعی دارند. نگرانی، مربوط به جنبه‌های تعمیم چنین انتخاب‌هایی است. از این نظر با تحلیل پارادوکس کندورسه از استفاده از «قانون اکثریت» به‌عنوان یک ارزش قابل مقایسه است.
| در ساده‌ترین حالت پارادوکس رأی‌گیری، ۳ نامزد A, B و C و ۳ رأی‌دهنده با اولویت‌ها به ترتیب نزولی فهرست شده‌اند. رأی دهنده 1: ABC رأی دهنده 2: BCA رأی دهنده 3: CAB بر اساس قانون اکثریت برای آرای ۲ نامزد، A بر B, B بر C می‌زند، اما C بر A می‌زند. قانون اکثریت برای فردی کار می‌کند که به‌طور مداوم از بین ۳ نامزد انتخاب می‌شود، اما لزوماً برای «انتخاب اجتماعی» به‌معنای کلی نیست. |

ارو می‌پرسد که آیا روش‌های دیگر تجمیع خواست‌ها (خواه از طریق رأی دادن یا بازار)، با استفاده از مقادیر دیگر، مشکل را برطرف می‌کند یا از راه‌های دیگر رضایت‌بخش است؟ در این‌جا سازگاری منطقی یک بررسی در مورد پذیرش همه مقادیر است. برای پاسخ به سؤال‌ها، ارو حذف تمایز بین رأی‌دهی و بازار را به نفع دسته‌بندی عمومی‌تر انتخاب اجتماعی جمعی پیشنهاد می‌کند.

## واژه‌شناسی
این کتاب چند اصطلاح و نمادهای منطقی مورد استفاده پس از آن و تفسیر تجربی کاربردی آن‌ها را تعریف می‌کند (ص. ۱۱–۱۹، ۲۳). واژه‌های کلیدی در این میان «رأی» («مجموعه دستورها») و جامعه (به‌طور کلی‌تر «جمعیت») است که از افراد (در این‌جا «رأی‌دهندگان») به‌شکل زیر تشکیل شده‌است:
- رأی‌دهندگان، مجموعه‌ای محدود با حداقل دو عضو، نمایه‌شده به‌صورت i = ۱، ۲، … n
- کالاها، اشیاء انتخابی (چیزهایی مانند کالاها و خدمات که رأی‌دهندگان ممکن است بخواهند)، اعم از خصوصی و عمومی (خدمات شهری، صنایع دولتی و غیره).
- دولت اجتماعی، مشخصه‌ای (به‌طور رسمی، عنصری از یک بردار) از توزیع کالاها، نیروی کار و منابعی است که در تولیدات آن‌ها استفاده می‌شود.
- مجموعه حالت‌های اجتماعی، مجموعه همه «وضعیت‌های اجتماعی» که به صورت x , y، z نمایه شده‌است… با حداقل سه عضو.
- ترتیب، رتبه‌بندی توسط رأی‌دهندگان همه «دولت‌های اجتماعی» از ترجیحات بیش‌تر به کم‌تر، از جمله روابط احتمالی.
- مجموعه «دستورها»، مجموعه همه n دستور، یک سفارش برای هر رأی‌دهنده.

| مثال: سه رأی‌دهنده { ۱٬۲٬۳ } و سه حالت { x,y,z }. با توجه به این سه حالت، ۱۳ ترتیب منطقی ممکن وجود دارد. از آن‌جایی که هر یک از افراد ممکن است هر یک از سفارش‌ها را داشته باشند، ۱۳*۱۳*۱۳ = ۲۱۹۷ «رأی» (مجموعه سفارش‌ها) ممکن وجود دارد. یک قاعده تصمیم‌گیری اجتماعی به‌خوبی تعریف شده، وضعیت اجتماعی مربوط به هر یک از این «رأی‌ها» را انتخاب می‌کند. * یعنی از بالاترین به پایین‌ترین رتبه برای هر سه قلو و با پیوندهای نمایه سازی 'T': xyz ایکس y T z (xz T y همان رتبه‌بندی xy T z است، بنابراین حذف شده‌است و غیره) yxz y T x z zxy z x T y xzy x T z y yzx y z T x zyx z T y ایکس z T y T x |

## شرایط و قضیه
به نظر می‌رسد قانون اساسی جایگزین امیدوارکننده‌ای برای دیکتاتوری و کنوانسیون اجتماعی مصون از رأی یا کنترل خارجی باشد. ارو پیوستگی یک نظم اجتماعی را به این صورت توصیف می‌کند که فقط نیاز به انتخاب اجتماعی از هر محیطی از وضعیت‌های اجتماعی موجود دارد. از آن‌جایی که برخی از وضعیت‌های اجتماعی پیروز خواهد شد، انکار این امر دشوار است (به‌ویژه بدون در نظر گرفتن هیچ جایی در برگه رأی، برای رأی ممتنع). گذرا بودن نظم اجتماعی نسبت به نیاز به اتفاق آرا برای تغییر بین دولت‌های اجتماعی، در صورت وجود وضعیت موجود ناسازگار (یعنی فردی که در معرض «فلج دموکراتیک» قرار می‌گیرد، مزیت دارد. در صورت عدم وجود بن‌بست، گذر هر گونه اشاره به وضعیت موجود را به‌عنوان یک پیش‌فرض ممتاز که راه را برای انتخاب اجتماعی مسدود می‌کند، از بین می‌برد (ص. ۱۲۰).
ارو شرایط «ظاهراً معقول» زیر را برای محدود کردن نظم (های) اجتماعی قانون اساسی پیشنهاد می‌کند (ص. ۲۵، 96-97).
۱. دامنه جهانی (نامحدود) U (که متعاقباً نامیده می‌شود): هر مجموعه از ترتیب منطقی ممکن به ترتیب اجتماعی خود نگاشت می‌شود.
۲. استقلال گزینه‌های نامربوط I: اجازه دهید {\displaystyle R_{1}} ،... ، {\displaystyle R_{n}} و {\displaystyle R_{1}} ' ،...، {\displaystyle R_{n}} ' 2 مجموعه از دستورات در قانون اساسی باشد. فرض کنید S زیرمجموعه‌ای از حالت‌های اجتماعی فرضی موجود (نه صرفاً قابل تصور) باشد، مثلاً x و y، از مجموعه حالت‌های اجتماعی. برای هر رأی‌دهنده i، رتبه‌بندی x و y برای یکسان باشد {\displaystyle R_{i}} و برای {\displaystyle R_{i}} . (رأی‌دهندگان مختلف هنوز هم می‌توانند رتبه‌بندی‌های متفاوتی از ۲ حالت اجتماعی داشته باشند) سپس ترتیب اجتماعی برای ۲ مجموعه ترتیب‌بندی مربوطه همان حالت(ها) را از زیرمجموعه به‌عنوان انتخاب اجتماعی انتخاب می‌کند.
۳. اصل (ضعیف) پارتو P: برای هر x و y در مجموعه حالت‌های اجتماعی، اگر همه x را بر y ترجیح دهند، x از نظر اجتماعی بر y انتخاب می‌شود.
۴. غیردیکتاتوری D: هیچ رأی‌دهنده‌ای در جامعه دیکتاتور نیست؛ یعنی هیچ رأی‌دهنده‌ای در جامعه وجود ندارد که برای هر مجموعه‌ای از نظم‌ها در حوزه قانون اساسی و هر جفت حالت اجتماعی متمایز x و y، اگر رأی‌دهنده i به شدت x را بر y ترجیح دهد، x از نظر اجتماعی بر y انتخاب شود. .